# Ciudad vieja de Ávila e iglesias extramuros
Ciudad vieja de Ávila e iglesias extramuros es un conjunto histórico de la ciudad española de Ávila, declarado Patrimonio de la Humanidad.

## Descripción
El conjunto incluye edificaciones relacionadas de origen medieval de la ciudad española de Ávila, en la comunidad autónoma de Castilla y León. Comprende el casco antiguo de la ciudad, encerrado por la muralla, y una serie de iglesias en el exterior del recinto. Fue declarado Patrimonio de la Humanidad por la Unesco en 1985.

## Patrimonio de la Humanidad
La declaración de la Unesco incluye una relación detallada de 11 bienes individuales, con sus áreas de protección:
- 348-001: Ciudad de Ávila intramuros (33.75 ha)
- 348-002: Ermita de San Segundo (0.06 ha)
- 348-003: Basílica de San Vicente (0.21 ha)
- 348-004: Iglesia de San Andrés (0.09 ha)
- 348-005: Iglesia de San Pedro (0.14 ha)
- 348-006: Iglesia de San Nicolás (0.05 ha)
- 348-007: Iglesia de Santa María de la Cabeza (0.04 ha)
- 348-008: Iglesia de San Martín (0.03 ha)
- 348-009: Convento de  La Encarnación (0.72 ha)
- 348-010: Convento de San José (0.29 ha)
- 348-011: Real Monasterio de Santo Tomás (1.02 ha)